# Голдсмит, Зак
Фрэнк Закарияс Робин Голдсмит, барон Голдсмит Ричмонд Паркский (англ. Frank Zacharias Robin Goldsmith, Baron Goldsmith of Richmond Park; род. 20 января 1975, Лондон) — британский политик, младший министр окружающей среды, продовольствия, сельского хозяйства и международного развития (с 2019 года).

## Биография
Родился 20 января 1975 года в Лондоне, сын миллиардера Джеймса Голдсмита и британской аристократки Аннабель Голдсмит, в честь которой назван престижный лондонский ночной клуб «Annabel's».
Учился в Итонском колледже, но был исключён после обвинения в курении марихуаны. Окончил Кембриджский центр шестого года обучения (независимый колледж в Кембридже, не связанный с университетом). Спустя несколько лет после выпуска работал редактором в журнале «The Ecologist», который издавал его дядя Эдвард Голдсмит.
С 1997 года сотрудничал в разных газетах, освещая проблемы защиты окружающей среды.
После смерти отца в 1997 году Зак Голдсмит получил свою долю наследства, общий размер которого оценивался в 1,2 млрд фунтов стерлингов. Годовой доход Зака от именного траста объёмом от 200 до 300 млн фунтов стерлингов, по оценке специалистов, должен был составлять порядка 5 млн фунтов стерлингов, но в тот период он получил статус «резидента без постоянного места жительства» (non-domiciled resident) и, по мнению наблюдателей, должен был сильно экономить на уплате налогов, хотя отрицал это. Считается, что он тратил большую часть своего капитала на благотворительные цели, в основном на проекты охраны окружающей среды и борьбу с глобальным изменением климата.

### Политическая карьера
В 2010 году избран в Палату общин от округа Ричмонд Парк, будучи кандидатом Консервативной партии (получил 49,7 % голосов, а сильнейшая из его соперников либерал-демократка Сьюзан Крамер — 42,8 %).
В 2012 году продал журнал «The Ecologist» за 1 фунт стерлингов (журнал был основан в 1970 году, с 2009 года выходила только онлайн версия; после продажи был слит с экологическим изданием «Resurgence»).
2 октября 2015 года победил во внутрипартийных выборах и стал официальным кандидатом консерваторов на выборах мэра Лондона (получил 70 % из 9227 голосов, поданных через систему онлайн-голосования, и опередил депутата Лондонской ассамблеи Эндрю Боффа, евродепутата Саида Камаля и заместителя мэра Стивена Гринхалфа). По итогам состоявшихся 5 мая 2016 года выборов проиграл лейбористу Садик Хану во втором туре (то есть, по сумме голосов первого и второго предпочтения, поданных избирателями в ходе единственного голосования) с результатом 43,2 %.
25 октября 2016 года отказался от депутатского мандата после принятия консервативным правительством решения о строительстве третьей взлётной полосы в лондонском аэропорту «Хитроу», с которым активно боролся, и объявил о намерении идти на дополнительные выборы в своём округе в качестве независимого кандидата. В декабре 2016 года набрал 18 638 голосов и проиграл выборы либерал-демократке Саре Олни, которую поддержали 20 510 избирателей (хотя Голдсмит зарегистрировался как независимый, консерваторы не выставили своего кандидата, так же, как и Партия независимости Соединённого Королевства).
Парламентские выборы 2017 года позволили Голдсмиту вернуть себе свой прежний округ, снова в качестве представителя Консервативной партии. После четырёх пересчётов бюллетеней он был признан победителем, получившим 28 588 голосов против 28 543, поданных за Олни.

### Работа в правительствах Бориса Джонсона и пожизненное пэрство
27 июля 2019 года при формировании правительства Бориса Джонсона назначен парламентским помощником двух министров: окружающей среды, продовольствия, сельского хозяйства и международного развития.
10 сентября 2019 года премьер-министр Борис Джонсон повысил статус Голдсмита: оставив в его ведении прежние вопросы, он назначил его младшим министром с правом участия в заседаниях Кабинета.
12 декабря 2019 года проиграл досрочные парламентские выборы своей постоянной сопернице Саре Олни, набравшей на 7766 голосов больше.
При формировании второго правительства Джонсона сохранил прежнюю должность (ввиду выбытия Голдсмита из Палаты общин, ему было предоставлено пожизненное пэрство и место в Палате лордов).
13 февраля 2020 года назначен в дополнение к имеющимся должностям младшим министром европейских дел, но лишён права участвовать в заседаниях Кабинета.

## Семья
У Зака Голдсмита есть сестра и брат, а также пять сводных братьев и сестёр от других браков его родителей. Сестра Джемима некоторое время была замужем за пакистанским крикетистом и политиком Имраном Ханом, который в 2018 году стал премьер-министром Пакистана, а брат Бен был женат на Кейт Ротшильд из знаменитой банкирской династии, но затем развёлся с ней. В 1999 году Зак женился на Шехерезаде Бентли, в их семье появились трое детей, но далее всё же последовал развод после признания Голдсмита в супружеской измене. В 2013 году он женился на Элис Ротшильд (сестре бывшей жены брата — Кейт), от которой у него ещё двое детей.